# 브로멕스 타워
브로멕스 타워(영어: Bromex Tower) 또는 고양국제금융센터(영어: Goyang International Finance Center, GIFC)는 대한민국 경기도 고양시 일산서구 대화동에 위치한 업무 단지이다.

## 내부 시설
| 층수                | 시설                          |
| ------------------- | ----------------------------- |
| 37층 ~ 38층         | 스카이라운지                  |
| 24층 ~ 36층         | 방송관련업체, 국내 유명영화사 |
| 2층 ~ 22층          | 오피스                        |
| 1층                 | 로비                          |
| 지하 5층 ~ 지하 1층 | 주차장                        |

## 같이 보기
- 고양시의 마천루 목록